# Lista de estádios de futebol de Alagoas
Esta é uma lista dos estádios de futebol de Alagoas, com um breve resumo de suas informações.

## Estádios deMaceió
| Estádio                       | Nome popular                   | Capacidade | Localidade                     | Proprietário                    | Time                                                               | Inauguração            | Ref.  |
| ----------------------------- | ------------------------------ | ---------- | ------------------------------ | ------------------------------- | ------------------------------------------------------------------ | ---------------------- | ----- |
| Estádio Cleto Marques Luz     |                                | 4.000      | Bairro do Tabuleiro do Martins |                                 | Dínamo e Ferroviário                                               |                        |       |
| Estádio Gustavo Paiva         | Estádio do Mutange             | 5.000      | Bairro do Mutange              | CSA                             | CSA e Ponte Preta-AL                                               | 22 de novembro de 1922 |       |
| Estádio João Batista          | Campo do Sete                  | 10.000     | Bairro do Tabuleiro do Martins |                                 | Sete de Setembro                                                   |                        |       |
| Estádio Nelson Peixoto Feijó  | Nelsão, Nelsão da Via Expressa | 4.000      | Bairro do Tabuleiro do Martins |                                 | Agrimaq, Bandeirante, Corinthians Alagoano, Rio Largo e Santa Rita | 22 de janeiro de 2001  | [ 1 ] |
| Estádio Rei Pelé              | Trapichão                      | 20.000     | Bairro do Trapiche da Barra    | Governo do Estado de Alagoas    | CRB e CSA                                                          | 25 de outubro de 1970  |       |
| Estádio Severiano Gomes Filho | Estádio da Pajuçara            | 9.500      | Bairro da Pajuçara             | CRB                             | CRB                                                                | 2 de maio de 1920      | [ 2 ] |
| Estádio da UFAL               |                                | 4.000      |                                | Universidade Federal de Alagoas | Guarany Alagoano                                                   | 13 de dezembro de 2019 | [ 3 ] |

## Estádios daRegião Metropolitanae interior
| Estádio                                   | Nome popular                             | Capacidade | Localidade                            | Proprietário                                  | Time                                                                         | Inauguração           | Ref |
| ----------------------------------------- | ---------------------------------------- | ---------- | ------------------------------------- | --------------------------------------------- | ---------------------------------------------------------------------------- | --------------------- | --- |
| Campo Central de Pindorama                |                                          |            | Coruripe                              |                                               | Coruripe                                                                     |                       |     |
| Estádio Adalberto Cavalcante              |                                          | 2.000      | Porto Real do Colégio                 | Prefeitura de Porto Real do Colégio           | Universal                                                                    | 7 de julho de 2007    |     |
| Estádio Alfredo Leahy                     | Caldeirão da Alegria                     | 1.000      | Centro de Penedo                      | Prefeitura Municipal de Penedo                | Desportiva Penedense, Igreja Nova, Penedense e Santa Cruz                    |                       |     |
| Estádio Aloísio Rodrigues                 |                                          | 4.000      | Batalha                               |                                               | Batalhense                                                                   |                       |     |
| Estádio Aloísio Vasconcelos               |                                          |            | Viçosa                                |                                               | Comercial de Viçosa                                                          |                       |     |
| Estádio Antônio Gomes Pascoal             | Pascoalão                                | 4.000      | Pão de Açúcar                         |                                               | Internacional e Jacyobá                                                      |                       |     |
| Estádio Cordeirão                         | Massagueira                              |            | Marechal Deodoro                      |                                               | Desportivo Aliança e São Domingos                                            | Abril de 2000         |     |
| Estádio Denis Loureiro                    |                                          | 4.000      | Matriz de Camaragibe                  | Prefeitura de Matriz de Camaragibe            | Bom Jesus                                                                    | 1975                  |     |
| Estádio Edivanil Cavalcante Navarro       | Navarrão                                 | 1.000      | Matriz de Camaragibe                  | Prefeitura de Matriz de Camaragibe            | Bom Jesus                                                                    |                       |     |
| Estádio Edson Amaro                       |                                          | 6.000      | Palmeira dos Índios                   |                                               | CSE                                                                          | 19 de abril de 1947   |     |
| Estádio Edson Matias                      |                                          | 6.000      | Olho d'Água das Flores                |                                               | CEO e Jacyobá                                                                |                       |     |
| Estádio Eduardo de Melo Gonçalves         | Eduardão                                 | 3.000      | São Luís do Quitunde                  |                                               | América e São Luiz                                                           | 1975                  |     |
| Estádio Elísio da Silva Maia              | Elisão                                   | 4.000      | Pão de Açúcar                         |                                               | Jacyobá                                                                      |                       |     |
| Estádio Flor do Camará                    |                                          | 3.500      | Passo de Camaragibe                   |                                               |                                                                              |                       |     |
| Estádio Governador Arnon de Mello         |                                          | 3.000      | Santana do Ipanema                    | Ipanema                                       | Ipanema                                                                      |                       |     |
| Estádio Ivson Ferreira                    |                                          |            | São Brás                              |                                               | América de Propriá                                                           |                       |     |
| Estádio José Chaves de Vasconcelos        |                                          |            | Paulo Jacinto                         |                                               | Dimensão Saúde e Dínamo                                                      |                       |     |
| Estádio José Cícero                       | Cariri                                   |            | Santa Luzia do Norte                  |                                               | Dínamo                                                                       |                       |     |
| Estádio José Nivaldo do Nascimento        | Nivaldão                                 | 4.000      | Porto Calvo                           |                                               | Sport Club São Sebastião                                                     |                       |     |
| Estádio José Gomes da Costa               | Marreirão                                | 3.500      | Murici                                | Prefeitura Municipal de Murici                | Guarany Alagoano, Murici e São Domingos                                      | 26 de outubro de 1986 |     |
| Estádio Juca Sampaio                      |                                          | 7.000      | Palmeira dos Índios                   | Prefeitura Municipal de Palmeira dos Índios   | CSE e União Palmeirense                                                      |                       |     |
| Estádio Luiz de Albuquerque Pontes        | Luizão                                   | 3.000      | Atalaia                               | Sport Atalaia                                 | Sport Atalaia                                                                | 2009                  |     |
| Estádio Luiz da Silva Maia                |                                          | 4.000      | São José da Tapera                    |                                               |                                                                              |                       |     |
| Estádio Manoel Ferreira                   | Ferreirão                                | 5.000      | São Miguel dos Campos                 | Prefeitura Municipal de São Miguel dos Campos | Dínamo, Miguelense e São Miguel                                              |                       |     |
| Estádio Manoel Moreira                    |                                          | 5.000      | Capela                                | Prefeitura Municipal de Capela                | Capela, Capelense e Dimensão Saúde                                           | 4 de abril de 1946    |     |
| Estádio Medalhão                          |                                          | 10.000     | Teotônio Vilela                       |                                               | Teotônio                                                                     |                       |     |
| Estádio Miguel Queiroz Suíra              |                                          | 10.000     | Porto Real do Colégio                 |                                               | América de Propriá, Desportivo Aliança, Dimensão Saúde, Miguelense e Propriá |                       |     |
| Estádio Municipal Coaracy da Mata Fonseca | Fumeirão, Estádio Municipal de Arapiraca | 15.000     | Bairro Colorado, em Arapiraca         | Prefeitura Municipal de Arapiraca             | ASA e Cruzeiro                                                               | 12 de julho de 1981   |     |
| Estádio Municipal Gerson Amaral           |                                          | 7.000      | Conjunto Hab. Dr. Fialho, em Coruripe | Prefeitura Municipal de Coruripe              | Coruripe                                                                     |                       |     |
| Estádio Municipal Rubens Canuto           |                                          | 2.000      | Pilar                                 |                                               | Corinthians Alagoano, Desportivo Aliança e FF Sport                          |                       |     |
| Estádio Olival Elias de Moraes            |                                          | 2.500      | Boca da Mata                          | Santa Rita                                    | Santa Rita                                                                   | 12 de julho de 1981   |     |
| Estádio Orlando Gomes de Barros           | Praxedão                                 | 4.000      | União dos Palmares                    |                                               | União e Zumbi                                                                |                       |     |
| Estádio Senador Teotônio Vilela           | Vilelão                                  | 10.000     | Viçosa                                |                                               | Comercial de Viçosa                                                          |                       |     |
| Estádio Tadeuzão                          |                                          |            | Barra de Santo Antônio                |                                               | Desportivo Aliança                                                           |                       |     |
| Estádio Zequinha Barbosa                  | Barbosão                                 | 3.000      | Igaci                                 |                                               | FF Sport e Igaci                                                             | 1 de abril de 2000    |     |